# William Greene
Pour les articles homonymes, voir William Greene (homonymie) et Greene.
William H. Greene , né le 16 janvier 1951 est un économiste américain. Il est le Stansky Professor d'économie et de statistiques à la Stern School of Business de l'Université de New York.
Diplômé de l'université d'État de l'Ohio en 1972, Greene obtient une maîtrise (1974) et un doctorat (1976) de l'université du Wisconsin à Madison.
Greene est notamment l'auteur du manuel universitaire Econometric Analysis,, qui a été édité pour la septième fois en 2015.

## Publications choisies
- William H. Greene, « On the Asymptotic Bias of the Ordinary Least Squares Estimator of the Tobit Model », Econometrica, vol. 49, no 2,‎ 1981, p. 505–513 (DOI 10.2307/1913323, JSTOR 1913323)
- William H. Greene, « Maximum likelihood estimation of econometric frontier functions », Journal of Econometrics, vol. 13, no 1,‎ 1980, p. 27–56 (DOI 10.1016/0304-4076(80)90041-X)
- Laurits R. Christensen et William H. Greene, « Economies of Scale in U.S. Electric Power Generation », Journal of Political Economy, vol. 84, no 4,‎ 1976, p. 655–676 (DOI 10.1086/260470, JSTOR 1831326)